# برآفتآب كتشلا (مقاطعة تشرام)
برآفتآب كتشلا (بالفارسية: برآفتآب کچلا) هي قرية تقع في قسم سرفارياب الريفي (مقاطعة تشرام) في إيران. يقدر عدد سكانها بـ 111 نسمة بحسب إحصاء 2016.